# The Secret of the Palm
Pour plus de détails, voir Fiche technique et Distribution.
The Secret of the Palm est un film muet américain réalisé par Joseph W. Smiley et sorti en 1911.

## Fiche technique
- Titre : The Secret of the Palm
- Réalisation : Joseph W. Smiley
- Chef opérateur : Tony Gaudio
- Production : Carl Laemmle
- Distribution : Motion Picture Distributors and Sales Company
- Pays d'origine :  États-Unis
- Langue : Anglais
- Format : Noir et blanc — 35 mm — 1,33:1 — Muet
- Genre : Film dramatique
- Durée : 10 minutes
- Dates de sortie : 
  -  États-Unis : 13 mars 1911

## Distribution
- King Baggot : Cecil Abbott
- Joseph W. Smiley : Don Alvarez
- Anita Hendrie : sa mère
- Charles Arling